# Stor-Tällvattnet
Stor-Tällvattnet är en sjö i Bjurholms kommun i Ångermanland och ingår i Öreälvens huvudavrinningsområde. Sjön har en area på 0,952 kvadratkilometer och ligger 261 meter över havet. Sjön avvattnas av vattendraget Tällvattstjärnbäcken. Vid provfiske har abborre, gädda, mört och sik fångats i sjön.

## Delavrinningsområde
Stor-Tällvattnet ingår i det delavrinningsområde (710666-165431) som SMHI kallar för Utloppet av Stor-Tällvattnet. Medelhöjden är 289 meter över havet och ytan är 5,1 kvadratkilometer. Det finns inga avrinningsområden uppströms utan avrinningsområdet är högsta punkten. Tällvattstjärnbäcken som avvattnar avrinningsområdet har biflödesordning 4, vilket innebär att vattnet flödar genom totalt 4 vattendrag innan det når havet efter 130 kilometer. Avrinningsområdet består mestadels av skog (71 procent). Avrinningsområdet har 0,95 kvadratkilometer vattenytor vilket ger det en sjöprocent på 18,6 procent.